# Soledades

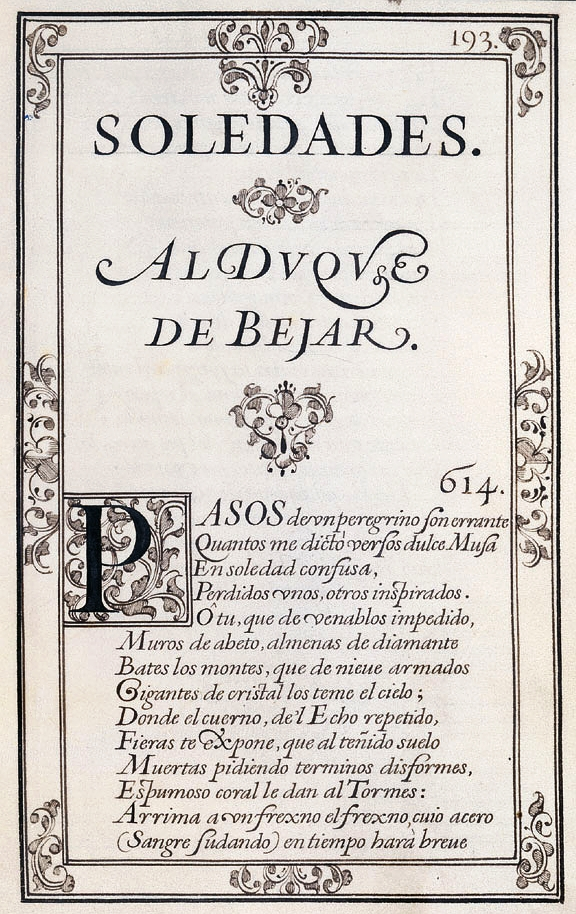
Pagina iniziale di Las soledades (l. I, pág. 193) nel Manoscritto Chacón.

Soledades è un poema di Luis de Góngora, composto nel 1613 in silve di versi endecasillabi e settenari (heptasílabos).
Il poema nacque come un progetto diviso in quattro sezioni intitolate «Soledad de los campos», «Soledad de las riberas», «Soledad de las selvas» e «Soledad del yermo». Di questo ambizioso poema, Góngora soltanto concluse la «dedicatoria al Duque de Béjar» e le prime due Soledades, delle quali lasciò inconclusa la seconda. 
Era la prima volta che si utilizzava il genere lirico per un poema tanto esteso, poiché non possiede sviluppo narrativo né ecfrástico.
Il tema della «Soledad Primera» si può riassumere in poche parole: un giovane naufrago finendo sulla spiaggia di un'isola, è raccolto da alcuni caprai, e finisce per assistere ad un matrimonio. L'azione si svolge in tre giorni. Il primo, all'imbrunire, il personaggio arriva sulla spiaggia e seguendo la luce di un falò incontra tre caprai, con i quali passa la prima notte. Il giorno seguente parte con uno dei caprai e lungo la strada incontrano una comitiva di montanari che vanno verso un villaggio nei dintorni, dove si stanno per celebrare le nozze di uno dei pastori. Uno di loro nota dall'abbigliamento che è un naufrago - il che gli fa ricordare di suo figlio morto in mare - e prorompe in un lungo e amaro lamento contro la cupidigia e la navigazione marittima. Questo montanaro lo invita ad assistere alle nozze, e la stessa notte dormono al villaggio. Il giorno seguente si celebra lo sposalizio, così con una serie di giochi e balli. Il poema termina all'imbrunire, quando gli sposi si dirigonoa verso la loro casa, dove Venere ha già preparato un soffice letto (è famoso l'ultimo verso: "a batallas de amor, campo de pluma").  Sotto un così parco soggetto, ispirato dall'episodio di Nausicaa nell'Odissea, Góngora si dedica a fare una minuziosa descrizione della natura, piagata di allusioni mitologiche e metafore amplificate, con il proposito di lusingare i sensi scoprendo la bellezza in tutta la sua essenza laddove imprime la sua penna. 
(Luis de Góngora, Soledad Primera, parte I)
Per quanto riguarda i temi, recenti studiosi hanno illuminato il presunto vuoto di contenuto dell'opera gongorina. Si tratta di offrire un esempio massimo del topos del "menosprecio de corte y alabanza de aldea" , dove la Natura si rivela come non corrotta, di fronte al mondano clamore di politici cortigiani e ambiziosi commercianti. Per questo descrive paesaggi arcadici, in una linea di ispirazione neoplatonica, dove gli oggetti sono splendidi e la vita, un rifugio ideale.
Le Soledades originarono già dalla sua stesura un gran dibattito a causa dell'estrema difficoltà del suo ornamento e accumulazione di allusioni mitologiche ed erudite nel suo discorso. Furono attaccate perciò dal Conte di Salinas e Juan Martínez de Jáuregui (il quale compose un ponderato Antídoto contra las Soledades e un Ejemplar poético contro di esse, benché finì per professare la stessa o almeno molto somigliante dottrina), e difese da molti altri ingegni, come Salcedo Coronel, José Pellicer, Francisco Fernández de Córdoba (Abate di Rute), il Conte di Villamediana, Gabriel Bocángel e, più in là dell'Atlantico, Juan de Espinosa Medrano e suor Juana Inés de la Cruz.
Questa opera è il culmine dello stile gongorino e fu rivendicata e lodata dai parnassiani e simbolisti francesi e dalla generazione del '27, che rese un meritato omaggio nel 1927 a Góngora a motivo del tricentenario della su morte, evento che diede il nome alla cosiddetta generazione poetica.